# Belgenland (Schiff, 1917)
Die Belgenland (II) war ein 1914 unter diesem Namen vom Stapel gelassener und 1917 zuerst unter dem Namen Belgic in Dienst gestelltes Transatlantik-Dampfschiff der belgisch-amerikanischen Reederei Red Star Line. Als Luxusliner für den Passagierdienst konzipiert, wurde es durch die Auswirkungen des Ersten Weltkrieges zunächst als Frachter und dann als Truppentransporter in völlig veränderter äußerer Form eingesetzt und dabei von der White Star Line bereedert. Kurzzeitig diente es unmittelbar nach dem Krieg auch als Passagierschiff, allerdings ausschließlich für Reisende der III. Klasse. Erst mit der nicht vor 1923 möglichen, endgültigen Übernahme durch die Red Star Line und der damit verbundenen Rückbenennung in Belgenland konnte das Schiff, wie ursprünglich geplant und nach den originalen Plänen fertiggebaut, als Luxusliner im Transatlantikdienst sowie später zunehmend für Kreuzfahrten und Weltumrundungen eingesetzt werden. Es blieb bis 1936 in Fahrt und gehörte anfänglich zu den größten Schiffen seiner Zeit. Aufgrund seines drastisch unterschiedlichen Äußeren als Belgic beziehungsweise Belgenland, nannte man es auch „das Schiff mit den zwei Gesichtern“.

## Planung und Indienststellung (ab 1914)
Seit 1909 begeisterte die Lapland der Red Star Line die Passagiere auf der Route Antwerpen-New York. Der expansive Kurs der belgisch-amerikanischen Reederei unter dem Dach von J. P. Morgans IMM-Konglomerat zahlte sich voll aus, weshalb es nicht verwunderte, dass im März 1912 ein noch deutlich größerer Liner für die Atlantikpassage geordert wurde. Red Stars neues Flaggschiff sollte der ganze Stolz des Königreiches der Sachsen-Coburger werden und ganz nebenbei der misslichen Konkurrenz durch die Holland-Amerika Linie aus dem Nachbarland entgegentreten. So wie die Lapland wenige Jahre zuvor eine verkleinerte Version der „Big Four-Klasse“ von White Star darstellte, standen bei der nun entstehenden Belgenland die Olympic und Titanic unverkennbar Pate. Der Dampfer hätte mit weit über 200 m Länge ab 1915 zu den größten Schiffen der Erde gezählt, wäre ihm der Weltkrieg nicht in die Quere gekommen. So wurde das Schiff auch auf der gleichen Werft gebaut, wie die berühmten White-Star-Liner. Harland & Wolff konzipierte und baute den neuen Atlantikriesen schon deshalb, weil belgische Schiffbaubetriebe zum damaligen Zeitpunkt zu solch einem Auftrag technologisch schlicht nicht in der Lage gewesen wären. Trotz des Kriegsausbruches erfolgte am 31. Dezember 1914 noch der Stapellauf als Belgenland mit Registrierung in Antwerpen, wie Bilder von diesem Ereignis zweifelsfrei belegen.

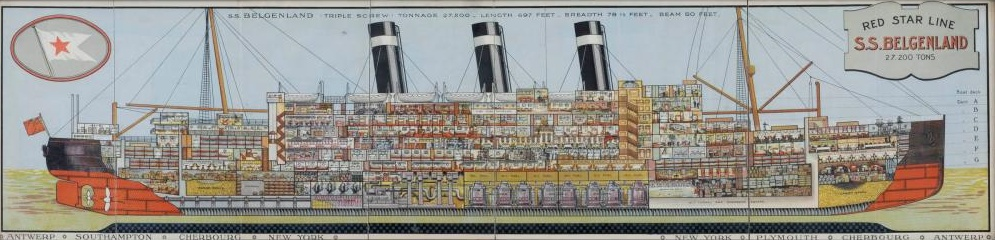
Längsschnitt mit Interieur der Belgenland (1923).

Es erfolgte also nicht, wie immer wieder fälschlicherweise zu lesen ist, der Umbau eines geplanten, größeren White Star Schiffes, sondern genau wie von der Red Star Linie geordert, der Neubau des neuen Flaggschiffes für die belgisch-amerikanische Reederei, basierend auf den Designgrundlagen der „Olympic-Klasse“. An eine Fertigstellung als glamouröser Luxusliner aber war aufgrund des im Juli/August 1914 ausgebrochenen Weltkrieges nicht zu denken. Belgien wurde zu einem einzigen Schlachtfeld und hätte das Schiff beim besten Willen nicht übernehmen können. Zudem befand sich Antwerpen bereits in Händen der kaiserlich-deutschen Armee. Doch Großbritannien benötige dringend Schiffsraum für die Versorgung der Insel. So beschloss man, die Belgenland als riesigen Frachter und Truppentransporter provisorisch fertigzustellen, sie an die White Star Line zu übergeben und entsprechend deren Tradition in Belgic umzubenennen. Am 21. Juni 1917 wurde der Dampfer offiziell mit einer Vermessung von 24.547 BRT Rauminhalt für die Regierung Seiner Majestät in Dienst gestellt, hatte jedoch mit dem ursprünglich geplanten äußeren Erscheinungsbild kaum noch etwas gemein. De facto ohne Aufbauten und mit zwei anstatt der geplanten drei Schornsteine, blieb die Belgic optisch eines der seltsamsten Schiffe auf dem Atlantik, der man ihre eigentlichen Dimensionen nicht mehr ansah. Technisch gesehen war der Liner im Wesentlichen wie geplant fertiggestellt worden. Das Prinzip mit zwei Kolbendampfmaschinen für die beiden äußeren Schrauben und der Abdampfturbine für den zentralen Propeller entsprach im Grundsatz genau der „Olympic-Klasse“ und beschleunigte den Ozeanriesen mit 18.500 PSi auf bis zu 18 Knoten. Die Heckkonstruktion unterschied sich jedoch vollständig. Zwar wurde bei Harland & Wolff für das Schiff ursprünglich noch mit einem traditionellen, überhängenden Heck wie beispielsweise bei der Titanic und Olympic geplant, jedoch änderte man dies im Laufe der weiteren Konstruktionsphasen.
Hier läutete die Belgenland / Belgic ein neues Zeitalter auf dem Nordatlantik ein. Zum ersten Mal wurde auf einem derart großen Schiff jenseits der 200-m-Länge-Marke ein Kreuzerheck verbaut. Dies unterstrich nicht zuletzt den Innovationsanspruch von Harland & Wolff und machte den neuen Dampfer technisch zu einem der modernsten Liner seiner Epoche. Als Belgic überstand das Schiff den Weltkrieg ohne erwähnenswerte Schäden. Im November 1918 legte die Belgic zu ihrer ersten Nachkriegsfahrt von Liverpool nach New York ab und blieb bis zum 8. März 1921 auf dieser Route. Dabei wurde das Schiff kurzzeitig tatsächlich zum Transport von Passagieren der III. Klasse genutzt, wofür man die Belgic im Inneren ein wenig „aufhübschte“ und mit einer zivilen Red Star Line-Lackierung versah. Harland & Wolff hatte zum damaligen Zeitpunkt kein freies Dock zwecks substantieller Umbaumaßnahmen zur Verfügung und so wurde die Belgic im April 1921 in Liverpool aufgelegt. Als bei der Werft eine Helling frei wurde, schleppte man die Belgic im März 1922 nach Belfast, wo anschließend die Umbauarbeiten begannen, die aus der Belgic wieder die Belgenland mit jetzt 27.132 BRT Vermessung machten.

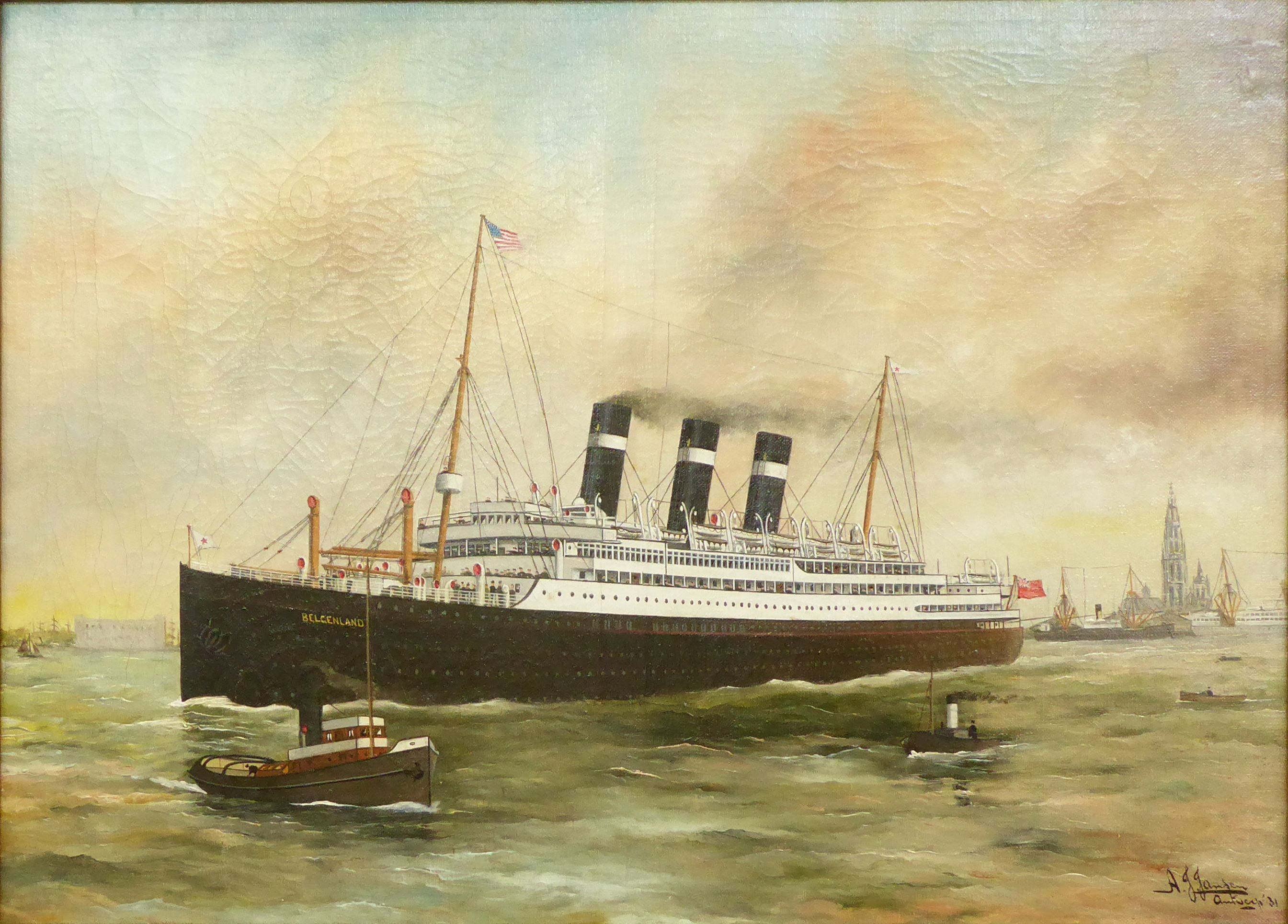
Zeichnung von Harry J. Jansen (1931).

Ein Jahr später war das Schiff außen wie innen nach den originalen Plänen fertiggestellt und konnte endlich seine wirkliche Jungfernfahrt antreten. Die Ausstattung ließ nichts vermissen, war großzügig vom Gesellschaftssalon bis zum Swimmingpool. Und auch bei der Innenarchitektur spürte man die Olympic und Titanic an vielen Stellen. Speziell die Bibliothek war geradezu ein Abbild des Pendants auf den beiden White-Star-Superlinern. Die Belgenland war der mit Abstand größte und luxuriöseste Red-Star-Liner aller Zeiten. Mit ihr hatte die Reederei den Zenit erreicht und überschritten.

## Zeit als Luxusliner (ab 1923)
Am 17. März 1923 wurde das Schiff für die Red Star Line fertiggestellt, die sie im transatlantischen Passagierverkehr einsetzte und auch für ausgedehnte Winterkreuzfahrten und Weltumrundungen nutzte. Das Schiff blieb weiterhin in Liverpool registriert. Die Passagierunterkünfte wurden für 500 Passagiere der Ersten, 500 der Zweiten und 1500 der Dritten Klasse ausgelegt. In dem als „ultramodern“ beschriebenen Speisesaal mit 370 Plätzen konnten die Passagiere an Tischen mit zwei, vier oder sechs Stühlen Platz nehmen. Direkt nebenan gab es separate Speiseräume für Familien oder Tischgesellschaften, die lieber privat bleiben wollten. Die Kabinen der Ersten Klasse waren mit fließend warmem Wasser versorgt. Den gesellschaftlichen Mittelpunkt stellte die mit Palmen dekorierte Empfangshalle dar, in der das Bordorchester spielte und Tanzabende stattfanden. Zur weiteren Ausstattung gehörten ein Rauchsalon, ein Verandacafé, ein Gymnastikraum, ein Kindergarten, eine Bibliothek und eine Lounge, von der aus das weitläufige Promenadendeck überblickt werden konnte.
Am 4. April 1923 lief die Belgenland in Antwerpen zu ihrer ersten Fahrt über Southampton nach New York aus. Am 4. Dezember 1924 legte sie zu einer 133-tägigen Weltreise ab, eine der bis dahin längsten Reisen eines Luxusdampfers. In diesem Zusammenhang wurde die Belgenland als The Largest Ship to Circle the Globe angepriesen. Im April 1927 wurde noch eine vierte Passagierklasse, die Touristenklasse, eingeführt und ab Mai 1929 konnte man nur noch in der Ersten Klasse, Touristenklasse oder Dritten Klasse reisen. Am 17. Juni 1932 legte die Belgenland zu ihrer letzten Fahrt auf der Route Antwerpen–Southampton–New York ab. Danach wurde sie für Kreuzfahrten von New York in die Karibik eingesetzt.
Im März 1933 kehrte Albert Einstein nach einem dreimonatigen Aufenthalt in den Vereinigten Staaten an Bord der Belgenland nach Europa zurück. Nachdem ihm während der Reise alarmierende Neuigkeiten über die Vorgänge im jetzt von den Nationalsozialisten regierten Deutschland zugingen, beschloss er, nicht nach Deutschland zurückzukehren. Noch an Bord fertigte er sein Rücktrittsgesuch von der Königlich-Preußischen Akademie der Wissenschaften in Berlin an. Einstein ging in Antwerpen von Bord und brach sämtliche Kontakte zu Deutschland ab. Am 7. Oktober 1933 ging er mit seiner Frau Elsa, seiner Sekretärin Helene Dukas und seinem Assistenten Walther Mayer in Southampton an Bord des Red Star Line-Dampfers Westernland, um in die USA zurückzukehren.
Von Mai 1926 bis März 1933 gehörte die ehemalige Titanic-Stewardess Violet Jessop zur Besatzung der Belgenland. Dabei nahm sie an 35 Überfahrten, darunter zwei Weltreisen, teil.

## Späte Jahre (ab 1932)
Die Weltwirtschaftskrise Ende der 1920er/Anfang der 1930er traf die Red Star Line und die Belgenland schwer. Am 18. März 1933 dampfte die Belgenland zum letzten Mal von New York nach Southampton, Le Havre und Antwerpen und wurde anschließend aufgelegt. Im darauf folgenden Sommer führte das Schiff nur drei Mittelmeerkreuzfahrten und keine einzige Atlantiküberquerung durch. Im September 1933 wurde die Belgenland erneut im Port of London an der Themse aufgelegt.
Im Januar 1935 kaufte das US-amerikanische Unternehmen Atlantic Transport Company die Belgenland und benannte sie in Columbia um. Für die der Atlantic Transport Company unterstellte Panama Pacific Line wurde die Columbia für Kreuzfahrten von New York in die Karibik umgesetzt. Nachdem dies erfolglos geblieben war, wurde das Schiff auf die Route von New York nach Kolumbien und Panama genutzt. Auch dies schlug fehl, da das Schiff für diese Strecke überdimensioniert war und sich nicht rentierte.
Die Columbia wurde endgültig außer Dienst gestellt und legte am 22. April 1936 in New York nach Großbritannien ab, wo am 4. Mai 1936 in Bo’ness (Schottland) auf der Abbruchwerft P & W McLellan mit dem Abwracken begonnen wurde.